# Michael Gothard
Michael Alan Gothard (Londra, 24 giugno 1939 – Hampstead, 2 dicembre 1992) è stato un attore britannico.

## Biografia
Dopo aver concluso gli studi partì per l'Europa, con l'intento di visitarla e di conoscere nuovi Paesi. Per mantenersi durante questo viaggio fece vari lavori, compreso il muratore. Visse per un anno a Parigi in Boulevard Saint-Michel, nel Quartiere latino dove lavorò per breve tempo come modello in un negozio di abbigliamento, rimanendo presto deluso da questa esperienza poiché, come ebbe modo di dire in seguito, si sentiva trattato non come una persona bensì come un oggetto. Tornò in Inghilterra a 21 anni, e qui decise di diventare un attore.

### Carriera
Iniziò con una compagnia teatrale con cui si esibiva al Nuovo Teatro delle Arti di Londra, dove venne notata la sua grande capacità mimica: fu così scritturato per Out of the Unknown, uno sceneggiato televisivo di fantascienza della BBC. Nel 1969 partecipò al film Terrore e terrore di Gordon Hessler, un regista britannico allievo di Alfred Hitchcock, venendo acclamato dalla critica come un giovane attore dal promettente talento.
Prese parte a molte pellicole e serie tv d'ambientazione storica come Artù re dei Britanni (1972) o I tre moschettieri (1973), ma anche a film horror ed opere significative come I diavoli (1971) e La Vallée (1972).
Uno dei suoi ruoli più celebri è quello di Emile Leopold Locque, il killer con gli occhiali in Solo per i tuoi occhi (1981), film della saga di James Bond.
Negli ultimi anni di vita soffrì di una grave forma di depressione che lo spinse al suicidio: morì impiccandosi a Hampstead nel 1992, a 53 anni.

## Filmografia parziale

### Cinema
- La spietata legge del ribelle (Michael Kohlhaas - Der Rebell), regia di Volker Schlöndorff (1969)
- Terrore e terrore (Scream and Scream Again), regia di Gordon Hessler (1970)
- I diavoli (The Devils), regia di Ken Russell (1971)
- L'ultima valle (The Last Valley), regia di James Clavell (1971)
- Chi giace nella culla della zia Ruth? (Whoever Slew Auntie Roo?), regia di Curtis Harrington (1972)
- La Vallée, regia di Barbet Schroeder (1972)
- I tre moschettieri (The Three Musketeers), regia di Richard Lester (1973)
- Milady - I quattro moschettieri (The Four Musketeers), regia di Richard Lester (1974)
- Le 7 città di Atlantide (Warlords of Atlantis), regia di Kevin Connor (1978)
- Solo per i tuoi occhi (For Your Eyes Only) , regia di John Glen (1981)
- Space Vampires, regia di Tobe Hooper (1985)
- Incontro pericoloso (Yellow Pages), regia di James Kenelm Clarke (1985)
- Gioco al massacro, regia di Damiano Damiani (1989)
- Cristoforo Colombo - La scoperta (Christopher Columbus: The Discovery), regia di John Glen (1992)

### Televisione
- Out of the Unknown – serie TV, episodio 2x01 (1966)[1]
- Artù re dei Britanni (Arthur of the Britons) – serie TV, 24 episodi (1972-1973)
- I Professionals (The Professionals) – serie TV, episodio 3x03 (1979)

## Doppiatori italiani
Nelle versioni in italiano delle opere in cui ha recitato, Michael Gothard è stato doppiato da:
- Cesare Barbetti in L'ultima valle
- Pino Colizzi in Chi giace nella culla della zia Ruth?
- Mauro Bosco in Artù re dei Britanni
- Giorgio Lopez in Top Secret
- Pietro Biondi in Space Vampires
- Francesco Vairano in Gioco al massacro